# Gillertjärnen (Bräcke socken, Jämtland, 694831-148030)
Gillertjärnen är en sjö i Bräcke kommun i Jämtland och ingår i Ljungans huvudavrinningsområde.